# Liège-Bastogne-Liège 1943
La 30e édition de Liège-Bastogne-Liège a eu lieu le 27 juin 1943 et a été remportée par le Belge Richard Depoorter. 
Cette trentième édition de la Doyenne est la seule organisée pendant la Seconde Guerre mondiale et sous l'occupation allemande. Elle a pu être courue exceptionnellement au mois de juin avec un peloton de 63 coureurs au départ et 34 coureurs à l'arrivée.

## Classement
| n° | Coureur            | Équipe        | Temps           |
| -- | ------------------ | ------------- | --------------- |
| 1  | Richard Depoorter  | Helyett       | 5 h 52 min 00 s |
| 2  | Joseph Didden      | -             | à 7 s           |
| 3  | Stan Ockers        | Metropole     | à 40 s          |
| 4  | Briek Schotte      | Europe-Dunlop | m.t.            |
| 5  | Albert Dubuisson   | Helyett       | m.t.            |
| 6  | Joseph Somers      | -             | m.t.            |
| 7  | Hubert Deltour     | -             | m.t.            |
| 8  | Prosper Depredomme | Dilecta       | m.t.            |
| 9  | André Declerck     | Alcyon-Dunlop | à 1 min 00 s    |
| 10 | Edward Van Dijck   | Helyett       | m.t.            |